# Francisco Antonio Encina
Pour les articles homonymes, voir Encina.

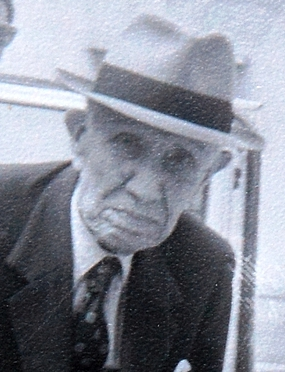
Francisco Antonio Encina

Francisco Antonio Encina, né le 10 septembre 1874 et mort le 23 août 1965 à Santiago, est un historien chilien,. Son ouvrage, L'Histoire du Chili de la préhistoire à 1891 lui valut le Prix national de littérature du Chili en 1955. Sa figure reste à la fois influente et controversée, notamment en raison des déclarations racistes qui imprègnent son œuvre. 

## Biographie
Né en 1874 à Talca – de son propre aveu, Francisco Antonio Encina possédait une acuité intellectuelle précoce –, son enfance fut marquée par l'environnement intellectuel de sa famille : son père, homme instruit et cultivé ; son oncle, directeur du lycée de Talca ; et leur entourage, qui le guida vers la philosophie, la littérature, les sciences et la psychologie. Ainsi, avant même d'entamer ses études au lycée de Talca, il lisait déjà des auteurs tels que Suétone, Ranke, Leibniz et Goethe. 
Élève brillant, quoique troublé et arrogant, il entra à la faculté de droit de l'Université du Chili, où il obtint son diplôme en 1896. Il n'exerça cependant pas longtemps cette profession, se consacrant à son activité agricole, à la politique et à la pensée.
Francisco Antonio Encina est récompensé en 1955 du Prix national de littérature du Chili.
Au cours de sa carrière politique, il fut député républicain à deux reprises (1906-1909; 1909-1912) pour Linares, Parral et San Javier, tout en étant membre du Parti national. Quelques années plus tard, il fonda l'éphémère Parti nationaliste du Chili avec Alberto Edwards Vives, Luis Galdames Galdames et Guillermo Subercaseaux Pérez. Ses ouvrages Notre infériorité économique (1912) et Éducation économique et le lycée (1912) constituèrent la base théorique du mouvement.